# Extranjeros de sí mismos
Extranjeros de sí mismos és una pel·lícula documental espanyola dirigida per José Luis López-Linares i Javier Rioyo l'any 2001.

## Argument
És una recerca sobre els joves que van lluitar en la guerra civil espanyola per una cosa en el que creien. El documental recull els testimoniatges d'antics combatents ara ja més que octogenaris que van lluitar en diferents bàndols: els italians que van venir a Espanya a fer costat al bàndol revoltat amb les armes, els estrangers que es van allistar a les Brigades Internacionals i els espanyols integrants de la Divisió Blava que van marxar a Rússia a combatre el comunisme. Intentant evitar les valoracions polítiques, "Extranjeros de sí mismos" reflecteix els diferents sentiments que van impulsar a aquells joves a presentar-se voluntaris a agafar les armes i arriscar la seva vida per uns ideals en els que creien, fossin els que fossin.

## Nominacions
XVI Premis Goya
- Goya a la millor pel·lícula documental (nominada).[3]